# Velma Middleton

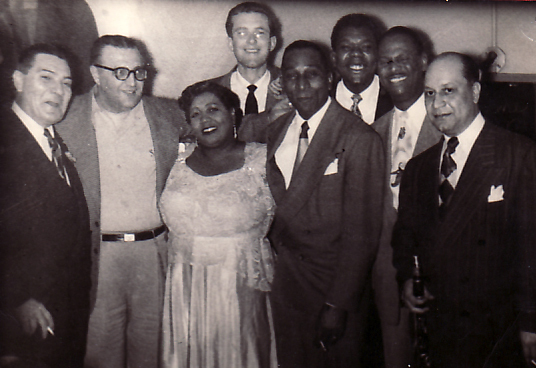
Jack Teagarden, Sandy DeSantis, Velma Middleton, Fraser MacPherson, Cozy Cole, Arvell Shaw, Earl Hines, Barney Bigard, 1951.

Velma Middleton (Saint Louis, 1917. szeptember 1. – Freetown, 1961. február 10.) amerikai dzsesszénekesnő, előadóművész. 1942-től haláláig Louis Armstrong együtteseivel énekelt.

## Pályafutása
Middleton tulajdonképpen az oklahomai Holdenville-ben született, de szüleivel a Missouri állambeli St. Louisba költözött. Karrierjét kóristaként és táncosnőként kezdte. Akrobatikus fellépéseket adott elő a színpadon. Miután szóló előadóként dolgozott, és énekelt egy dél-amerikai turné során Connie McLeannel és zenekarával. 1942-ben csatlakozott Louis Armstrong big bandjéhez.
Amikor Armstrongnak ez a zenekara 1947-ben feloszlott, Middleton csatlakozott a Louis Armstrong And His All Starshoz.
Gyakran használták komikus szerepekre, például Armstronggal duettekre a „That's My Desire” és a „Baby, It's Cold Outside” című filmekben. Bár nem dicsérték nagyon a hangját, Scott Yanow kritikus szerint „észszerűen tetszetős” és jó humorú volt. Armstrong úgy vélte, hogy műsorának fontos és szerves része.
Nyolc számot rögzített szólóénekesként a Dootone Recordsnál 1948-ban és 1951-ben.
Middleton 1953. június 7-én fellépett Louis Armstrong és All Stars társaságában a híres kilencedik Cavalcade of Jazz elnevezésű koncerten (amelyet a Los Angeles-i Wrigley Fieldben tartottak). Middleton azon Roy Brown és zenekara, Shorty Rogers, Earl Bostic és Nat King Cole társaságában szerepelt.
Miközben 1961 januárjában Armstronggal turnézott Sierra Leonéban, Middleton agyvérzést kapott, és a következő hónapban meghalt egy freetowni kórházban.
Barney Bigard bírálta Armstrongot − valamint Joe Glaser menedzsert is – amiért Middleton megbetegedésekor megtagadták az áthelyezését egy jobb egészségügyi létesítményekkel rendelkező másik országba.

## Filmek
- 1949: That's My Desire
- 1952: Baby, It's Cold Outside